# 梅莱蒂
梅莱蒂（義大利語：Meleti），是意大利洛迪省的一个市镇。总面积7平方公里，人口467人，人口密度66.7人/平方公里（2009年）。ISTAT代码为098038。